# Кокошкин, Николай Александрович
Николай Александрович Кокошкин (1792—1873) — русский дипломат, действительный тайный советник (1863).

## Биография
Из дворянского рода Кокошкиных. Сын подполковника Лейб-гвардии Семёновского полка Александра Фёдоровича Кокошкина (?—1825) и Екатерины Алексеевны Турчаниновой (1770—?), дочери и наследницей горнозаводчика А. Ф. Турчанинова. Брат — генерал от инфантерии С. А. Кокошкин.
В службе и классном чине с 1808 года. В 1820 году камер-юнкер, в 1822 году произведён в звание камергера Высочайшего двора. С 1824 года состоял при дипломатической миссии в Австрии. С 1829 года советник — Посольства во Франции, с 1831 года Посольства в Великобритании.
В 1832 году произведён в действительные статские советники. С 1833 года поверенный в делах в Тоскане и Лукке. С 1839 года Чрезвычайный посланник и полномочный министр — в Сардинском королевстве, с 1853 года в Королевстве обеих Сицилий, с 1860 года в Королевстве Саксонии.
В 1840 году произведён в тайные советники, в 1863 году в действительные тайные советники.
Был награждён всеми российскими орденами вплоть до ордена Святого Александра Невского, пожалованного ему 14 ноября 1864 года.
Скончался от язвы желудка в 1873 году в Париже, похоронен на кладбище Пер-Лашез.

## Семейная связь
Жена (с 14.01.1851, Париж) —  Анжелика Аделаида Валабрет (1811—1889), дочь знаменитой певицы Каталани, в первом браке была замужем за врачом Наполеоном Вивье-Десланде (1805—1841) и имела сыновей — Поля-Артура (1831—1862) и Огюста-Эмиля (1832—1917). Дочь от Кокошина была рождена до брака:
- Мария (1841—1917), замужем за действительным тайным советником и статс-секретарём А. А. Зубовым (1838—1904).